# Mîhailivka, Brovarî
Mîhailivka (în ucraineană Михайлівка) este un sat în comuna Jerdova din raionul Brovarî, regiunea Kiev, Ucraina.

## Demografie
Componența lingvistică a localității Mîhailivka
     Ucraineană (97,71%)
     Rusă (1,53%)
Conform recensământului din 2001, majoritatea populației localității Mîhailivka era vorbitoare de ucraineană (97,71%), existând în minoritate și vorbitori de rusă (1,53%).